# Alf Perry
Alfred "Alf" Perry (Coulsdon, 1904 - 1974) was een Engelse golfprofessional. Hij won onder meer het Brits Open in 1935.
Perry werd in Surrey geboren. Toen hij zes jaar was, gaf zijn vader hem een driver en een niblick, dus hij leerdee al jong om te improviseren. Ook op latere leeftijd had hij nooit een complete set, in zijn tas waren altijd wat oude golfstokken met een hickory shaft en wat moderne golfclubs met ijzeren shaft. Perry was clubprofessional op de Leatherhead Golf Club tot 1972.
Bovendien speelde hij de toernooien van het Britse circuit. Zijn eerste grote succes was het winnen van het Open in 1935. Henry Cotton gaf hem na afloop een lift naar het station, want Perry had nog geen auto. In totaal speelde hij elf keer in het Open, voor het laatst in 1939, hij eindigde toen op de 3de plaats.
Perry speelde in het Britse Ryder Cup-team in 1933, 1935 en 1937. Hij speelde slechts drie keer, waarvan hij er twee verloor.

## Gewonnen
Onder meer:
- 1935: The Open Championship
- 1938: Daily Mail Tournament, Yorkshire Evening News Tournament, Dunlop Metropolitan Tournament

## Teams
- Ryder Cup: 1933 (winnaars), 1935, 1937